# Freak like Me
Freak like Me ist ein Lied der Sängerin und Rapperin Adina Howard aus dem Jahr 1995.

## Geschichte
Das Lied wurde am 25. Januar 1995 als erste Single aus ihrem Debütalbum Do You Wanna Ride? veröffentlicht.
Das Lied wurde ein großer Erfolg und erreichte Platz 2 in den Vereinigten Staaten, wo es über Monate in den Charts war und schon kurz nach der Veröffentlichung mit Platin von der RIAA ausgezeichnet wurde. Howards nachfolgende Werke erreichten nicht den Erfolg von Freak like Me, deshalb bezeichnen Kritiker sie als One-Hit-Wonder.
Das Lied wurde von Eugene Hanes, Marc Valentine, Loren Hill, William „Bootsy“ Collins, George Clinton Jr., Gary Lee Cooper, Alita Carter, Kim Spikes und Livio Harris geschrieben und von Mass Order produziert. Adina Howard beteiligte sich nicht an der Entstehung ihres Hits. Durch eine Coverversion von den Sugababes wurde der Titel in Europa bekannter.

## Inhalt und Musikalisches
Das Lied handelt von verschiedenen sexuellen Themen, die Songwriter ließen sich offenbar vom Inhalt des Titels I’d Rather Be with You von Bootsy Collins inspirieren. Außerdem wird an einigen Stellen auch die Melodie dieses Liedes verwendet. Im Wesentlichen besteht der Song aus Anleihen aus dem Stück Are ‘Friends’ Electric? der New-Wave-Band Tubeway Army. Für den Beat werden Samples von Sly & the Family Stones Sing a Simple Song benutzt. Im Lied verbindet Howard klassischen Hip-Hop mit Soul- und R&B-Einflüssen. Sie gehörte damit zu den Künstlern, die das Hip-Hop-Soul-Genre in den USA populär machten.
Mit dem Lied und ihren „hypersexuellen“ Image setzte Howard einen Standard in der amerikanischen Hip-Hop-Szene, sie repräsentiert eine aggressive weibliche Rapperin mit starker sexueller Orientierung. Sie ebnete damit den Weg für andere weibliche Rapperinnen, wie Foxy Brown, Lil’ Kim und Missy Elliott, die ebenfalls für dieses Image bekannt sind.

## Chartplatzierungen
| ChartsChartplatzierungen       | Höchstplatzierung | Wochen |
| ------------------------------ | ----------------- | ------ |
| Vereinigtes Königreich (OCC)   | 33 (6 Wo.)        | 6      |
| Vereinigte Staaten (Billboard) | 2 (30 Wo.)        | 30     |